# Adelheidstraße 25 (Quedlinburg)

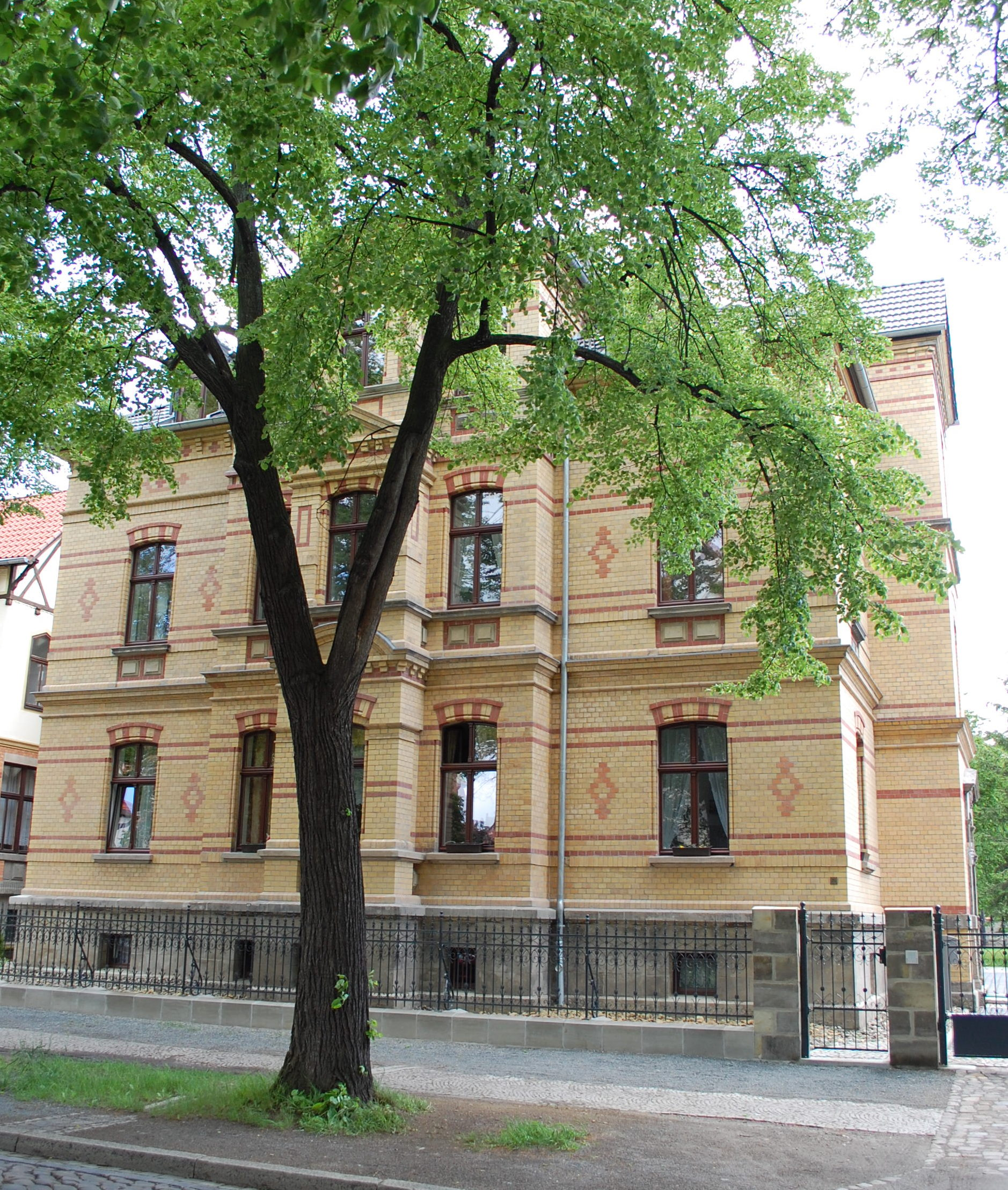
Adelheidstraße 25

Das Haus Adelheidstraße 25 ist eine denkmalgeschützte Villa in der Stadt Quedlinburg in Sachsen-Anhalt.

## Architektur und Geschichte
Die aus Backstein errichtete Villa entstand 1893 durch den Baumeister Robert von der Foehr. Das Gebäude ist durch gestufte Mittelrisalite symmetrisch gegliedert, die Fassade durch farbige Backsteinbänder gestaltet. Auch darüber hinaus werden zur Dekoration Muster und Friese eingesetzt.